# Raymond Watson
Raymond L. Watson (04 de outubro de 1926 - 20 de outubro de 2012) foi o ex-presidente da Irvine Company, e serviu como seu planejador-chefe durante os anos 60 e 70. Ele também foi presidente da Walt Disney Productions de 1983-1984, e atuou no conselho da Disney de 1972 até março de 2004. Watson e sua esposa, Elsa, morava em sua casa em Newport Beach há 48 anos, perto de East Bluff que ele ajudou a planejar. Ele e sua esposa, eram e são membros vitalícios da Universidade da Califórnia. 